# Slite–Roma Järnväg

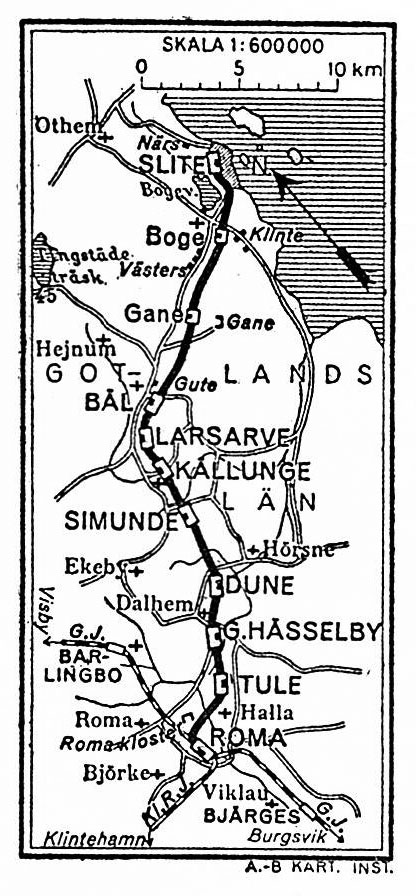
SlRJ. Karta 1926.

Slite-Roma Järnväg (SlRJ) var en 891 mm smalspårig järnväg mellan Roma och Slite på Gotland. Delar av järnvägen återuppbyggs sedan 1970-talet som Gotlands Hesselby Jernväg av Föreningen Gotlandståget. 

## Historia
Slite-Roma Järnväg öppnades 1902 och gick mellan Slite hamn och Roma station vid Gotlands Järnväg. Banan sträckte sig genom bland annat Dalhem, Bäl och Boge socknar innan den nådde Slite via en järnvägsbank som syns än idag vid Sju Strömmar i södra Slite. Roma station bytte namn till Romakloster 1952 för att inte förväxlas med Roma i Italien.  En järnväg till Slite diskuterades i mitten på 1870-talet som en bibana till vad som blev Gotlands Järnväg. Den skulle ha gått över Austris mot Visby men byggdes inte. SlRJ var, liksom många andra av de gotländska järnvägarna, tillkommen till stor del för den ökade trafiken med sockerbetor till det 1894 öppnade sockerbruket i Roma. Efter att flera tänkbara sträckningar diskuterats beviljade staten koncession år 1897 och byggarbetena kom igång år 1900. Aktier i Slite-Roma Järnvägsaktiebolag tecknades av landskommuner 208 000 kronor, Roma sockerbruk 100 000 kronor och enskilda 32 000 kronor. Bygget finansierades också av ett statslån på 340 000 kronor. Järnvägen kostade 630 000 kronor och fordonen 130 000 kronor.
Driften av järnvägen skedde med en ganska blygsam uppsättning fordon för att klara den måttliga trafiken. Vid trafikstarten fanns det två tanklok från Karlstads Mekaniska Werkstad, två personvagnar, en postvagn och 47 godsvagnar. Ytterligare ett ånglok köptes 1920 från Henschel & Sohn och ett begagnat köpes från 1925 från Rimbo-Sunds Järnväg men såldes till Klintehamn-Roma Järnväg (KlRJ) 1929. 
Snart visade sig järnvägsdriften vara olönsam och konkurs var nära vid flera tillfällen men undveks. Riksgäldskontoret förordade 1927 en fusion med KlRJ som SlRJ inte gick med på. Istället ingicks en överenskommelse om gemensam trafikförvaltning med KlRJ, Trafikförvaltningen Slite-Klintehamn, som varade till 1940.
SlRJ höll dock ut fram till dess att trafiken ökade lavinartat under andra världskriget. År 1947 köptes de kvarvarande gotländska järnvägarna in av staten som helt införlivade dessa med Statens Järnvägar (SJ) sommaren 1948. Snart konstaterade dock SJ att den ekonomiska situationen inte var hållbar och därför lades SlRJ ner tillsammans med KlRJ vilket skedde den 10 juni 1953. Sporadisk trafik mellan Bogeviken och Roma förekom ytterligare två år under skördetiden för sockerbetor men efter 1955 låg linjen öde. Spåren revs 1958 och de flesta av stationshusen hade vid det laget sålts som privatbostäder.

## Ånglok vid Slite-Roma Järnväg
- Nr. 1. Slite - byggt 1900 vid Kristinehamns Mekaniska Werkstad. Gick i trafik för bolaget till SJ tog över verksamheten 1948. Skrotat 1952.
- Nr. 2. Gute - byggt 1901 vid Kristinehamns Mekaniska Werkstad. Gick i trafik för bolaget till SJ tog över verksamheten 1948. Skrotat 1960.
- Nr. 3. Dalhem - byggt 1920 vid Henschel & sohn. Gick i trafik för bolaget till SJ tog över verksamheten 1948. Skänktes till järnvägsmuseum 1963 och placerades vid Romaklosters station i Roma. Deponerades hos Gotlands Hesselby Jernväg 1972 och såldes till föreningen 1974.

## Museibana
Under 1970-talet hade Föreningen Gotlandståget bildats för att rädda det museitåg som Sveriges Järnvägsmuseum hade ställt upp i Romakloster. Denna förening övertog Hesselbys stationsområde i Dalhem och snart hade idéerna utvecklats till att återskapa en bit bana. Järnvägen återuppstod 1975 när Hesselby station i Dalhem åter fick spår. Lagom till de gotländska järnvägarnas 100-årsjubileum 1978 kunde man inviga sin en kilometer långa museijärnväg, Gotlands Hesselby Jernväg (GHJ) som använde kvarvarande fordon från den gotländska järnvägsepoken. Stationshuset som ett tag hade fungerat som fårhus renoverades till sitt ursprungliga utseende liksom övriga byggnader som ingick i stationsmiljön. 